# Jonathan Carril Regueiro
Jonathan Carril Regueiro, kurz Jonathan, (* 28. Februar 1984 in Boqueixón) ist ein spanischer ehemaliger Fußballspieler auf der Position eines Stürmers.

## Karriere
Jonathan begann seine Karriere in der Jugend des FC Barcelona, wo er sich jedoch im Endeffekt nicht durchsetzen konnte. Später kam er in die B-Mannschaften von Deportivo La Coruña und UD Levante. 2006 bis 2007 spielte er zum ersten Mal in einer ersten Mannschaft beim Racing de Ferrol, danach kam es zu Intermezzi bei drittklassigen spanischen Vereinen (CD Linares, UD Villa de Santa Brigida, PD Santa Eulalia).
Nachdem Scouts aus Österreich auf dem Stürmer aufmerksam wurden, wechselte er im Sommer 2009 zur SV Ried in die österreichische Bundesliga.
Jonathan gab sein Debüt am 18. Juli 2009 in der 1. Runde der Saison 2009/10 gegen die Kapfenberger SV, als er in der 90. Minute für Stefan Lexa eingewechselt wurde. Gleich eine Minute nach der Einwechslung bekam er eine gelbe Karte.
In der 1. Runde des ÖFB-Cups 2009/10 machte er durch seine besonderen Leistungen auf sich aufmerksam. Nachdem er in der 79. Spielminute für Hamdi Salihi eingewechselt wurde, erzielte er in der 88. und in der 92. Minute zwei Tore und war so für den 3:0-Erfolg über den FC Wels maßgeblich beteiligt. Bereits in der vierten Minute des Spiels erzielte sein Teamkollege Martin Grasegger seinen ersten Treffer als Profifußballspieler.
In der Sommerpause vor der Spielzeit 2010/11 wechselte der Spanier zum Aufsteiger in die zweithöchste Spielklasse Österreichs, zum SV Grödig. Nachdem er in der Folgesaison für den FC Palencia aktiv gewesen war, spielte Carril vier Jahre in Hongkong, wo er anschließend seine Karriere beendete.